# Алгебраический анализ
Алгебраический анализ — направление исследований систем линейных дифференциальных уравнений в частных производных с использованием теории пучков и комплексного анализа, развивающееся в основном в работах японских математиков (Микио Сато, 1959; Такахиро Касивара, Масаки Касивара, 1980-е годы)
Основное используемое инструментальное понятие — пучок микролокальных функций, задаваемый на многообразии {\displaystyle M} размерности {\displaystyle n} и его комплексификации {\displaystyle X} следующей формулой:
{\displaystyle {\mathcal {H}}^{n}(\mu _{M}({\mathcal {O}}_{X})\otimes {\mathcal {or}}_{M/X})},
где {\displaystyle \mu _{M}} — функтор микролокализации,
{\displaystyle {\mathcal {or}}_{M/X}} — пучок взаимной ориентации.
Однако, микролокальный анализ, являясь ключевым инструментом алгебраического, не является его подразделом, выходя за его рамки, в частности подразделяясь на алгебраические и аналитические методы, и сохраняет самостоятельное значение в других областях математики.